# Lijst van voetbalinterlands Chili - Slowakije
Deze lijst van voetbalinterlands is een overzicht van alle officiële voetbalwedstrijden tussen de nationale teams van Chili en Slowakije. De landen speelden tot op heden drie keer tegen elkaar. De eerste ontmoeting, een vriendschappelijke wedstrijd, werd gespeeld in Valparaíso op 15 februari 2000. Het laatste duel, eveneens een vriendschappelijke wedstrijd, vond plaats op 20 november 2022 in Bratislava.

## Wedstrijden
| № | Plaats     | Datum            | Competitie        | Wedstrijd         | Uitslag |
| - | ---------- | ---------------- | ----------------- | ----------------- | ------- |
| 1 | Valparaíso | 15 februari 2000 | Vriendschappelijk | Chili – Slowakije | 0 – 2   |
| 2 | Žilina     | 17 november 2009 | Vriendschappelijk | Slowakije – Chili | 1 – 2   |
| 3 | Bratislava | 20 november 2022 | Vriendschappelijk | Slowakije − Chili | 0 − 0   |

## Samenvatting
| Competitie        | Totaal gespeeld | Winst Chili | Gelijk | Winst Slowakije | Doelsaldo Chili – Slowakije |
| ----------------- | --------------- | ----------- | ------ | --------------- | --------------------------- |
| Vriendschappelijk | 3               | 1           | 1      | 1               | 2 − 3                       |
| Totaal            | 3               | 1           | 1      | 1               | 2 – 3                       |

Wedstrijden bepaald door strafschoppen worden, in lijn met de FIFA, als een gelijkspel gerekend.

## Details

### Eerste ontmoeting
De eerste ontmoeting tussen de nationale voetbalploegen van Chili en Slowakije vond plaats op 15 februari 2000. Het vriendschappelijke duel, bijgewoond door 3.000 toeschouwers, werd gespeeld in het Estadio Playa Ancha in Valparaíso, en stond onder leiding van scheidsrechter Guido Aros uit Chili. Hij deelde twee rode kaarten uit.
| Vriendschappelijk (Valparaíso, Chili, 15 februari 2000): |              | |
| Chili | 0 – 2        | Slowakije |
| | goals        | 5' Igor Bališ 17' Ondrej Šmelko |
| Nelson Acosta | bondscoach   | Jozef Adamec |
| Marcelo Ramírez Javier Margas Miguel Ramírez 30' Rafael Olarra Clarence Acuña 46' José Luis Sierra 65' Marco Villaseca Nelson Parraguez Raúl Palacios 30' Mario Núñez Reinaldo Navia 64' | opstellingen | Kamil Susko Jaroslav Hrabal Frantisek Hadviger Milan Timko Igor Bališ Peter Dzúrik Ondrej Smelko Jozef Valachovič 81' Vladislav Zvara 60' Vladimír Kozuch 89' Martin Fabuš |
| Claudio Maldonado 30' David Pizarro 30' Rodrigo Núñez 46' Julio Gutiérrez 64' Rodrigo Tello 65'                                                                                          | wissels      | 60' Vladimír Janočko 81' Tibor Zatek 89' Vladimír Leitner |
| David Pizarro Marcelo Ramírez Javier Margas | gele kaarten | Milan Timko Peter Dzúrik Ondrej Šmelko Martin Fabuš |
| Rafael Olarra 86' | rode kaarten | 68' Jozef Valachovič |

### Tweede ontmoeting
De tweede ontmoeting tussen Chili en Slowakije vond plaats op 17 november 2009. Het vriendschappelijke duel, bijgewoond door 11.072 toeschouwers, werd gespeeld in het Štadión Pod Dubňom in Žilina, en stond onder leiding van scheidsrechter István Vad uit Hongarije. Hij deelde twee gele kaarten uit. Vad werd geassisteerd door zijn landgenoten György Ring en Vencel Toth. Chili en Slowakije hadden zich kort daarvoor geplaatst voor het Wereldkampioenschap voetbal 2010 in Zuid-Afrika.
| Vriendschappelijk (Žilina, Slowakije, 17 november 2009): |              | |
| Slowakije | 1 – 2        | Chili |
| Stanislav Šesták 17' | goals        | 9' Gonzalo Jara 56' Esteban Paredes |
| Vladimír Weiss | bondscoach   | Marcelo Bielsa |
| Luboš Kamenar Ján Ďurica Martin Škrtel Martin Petráš 46' Peter Pekarík Marek Hamšík 85' Zdeno Štrba 79' Juraj Kucka 34' Ján Kozák 46' Stanislav Šesták 69' Erik Jendrišek | opstellingen | Claudio Bravo Roberto Cereceda Arturo Vidal Gonzalo Jara Pablo Contreras Rodrigo Millar 74' Jorge Valdivia 46' Rodrigo Tello 70' Claudio Maldonado Gonzalo Fierro 67' Esteban Paredes |
| Dušan Švento 34' Radoslav Zabavník 46' Martin Jakubko 46' Miroslav Stoch 69' Marek Sapara 79' Róbert Vittek 85'                                                           | wissels      | 46' Fabián Orellana 67' Edson Puch 70' Carlos Carmona 74' Matías Fernández |
| Martin Škrtel 82' Erik Jendrišek 90+1' | gele kaarten | |